# Larry Nelson
Larry Gene Nelson (* 10. September 1947 in Fort Payne, Alabama) ist ein US-amerikanischer Profigolfer. Er hat zahlreiche Turniere sowohl auf der Ebene der PGA Tour als auch der Champions Tour gewonnen. Darunter einmal die US-Open und zweimal die PGA-Championship.

## Karriere
Nelson wuchs in Acworth, Georgia, nordwestlich von Atlanta, auf. Er konzentrierte sich zunächst auf Basketball und Baseball. Nach seiner Rückkehr aus Vietnam, wo er in der Infanterie diente, begann er mit 21 Jahren Golf zu spielen, nachdem ihm ein Freund aus der Infanterieeinheit das Spiel nahebrachte. Hierauf studierte Nelson das Buch „Der Golfschwung“ von Ben Hogan und es gelang ihm nach neun Monaten die 70 Schläge auf einem Par 72 Platz zu unterbieten.
Nach einem Studienabschluss entschloss er sich 1971 professioneller Golfspieler zu werden. 1973 qualifizierte er sich für die PGA Tour, wo er insgesamt zehn Turniere gewann, darunter drei Majors.  Darüber hinaus gewann er drei Turniere auf der Japan Tour, vier auf der European Tour und später 19 auf der Champions Tour.
Im Jahr 2006 wurde er in die World Golf Hall of Fame aufgenommen.